# Carl Oesterley senior

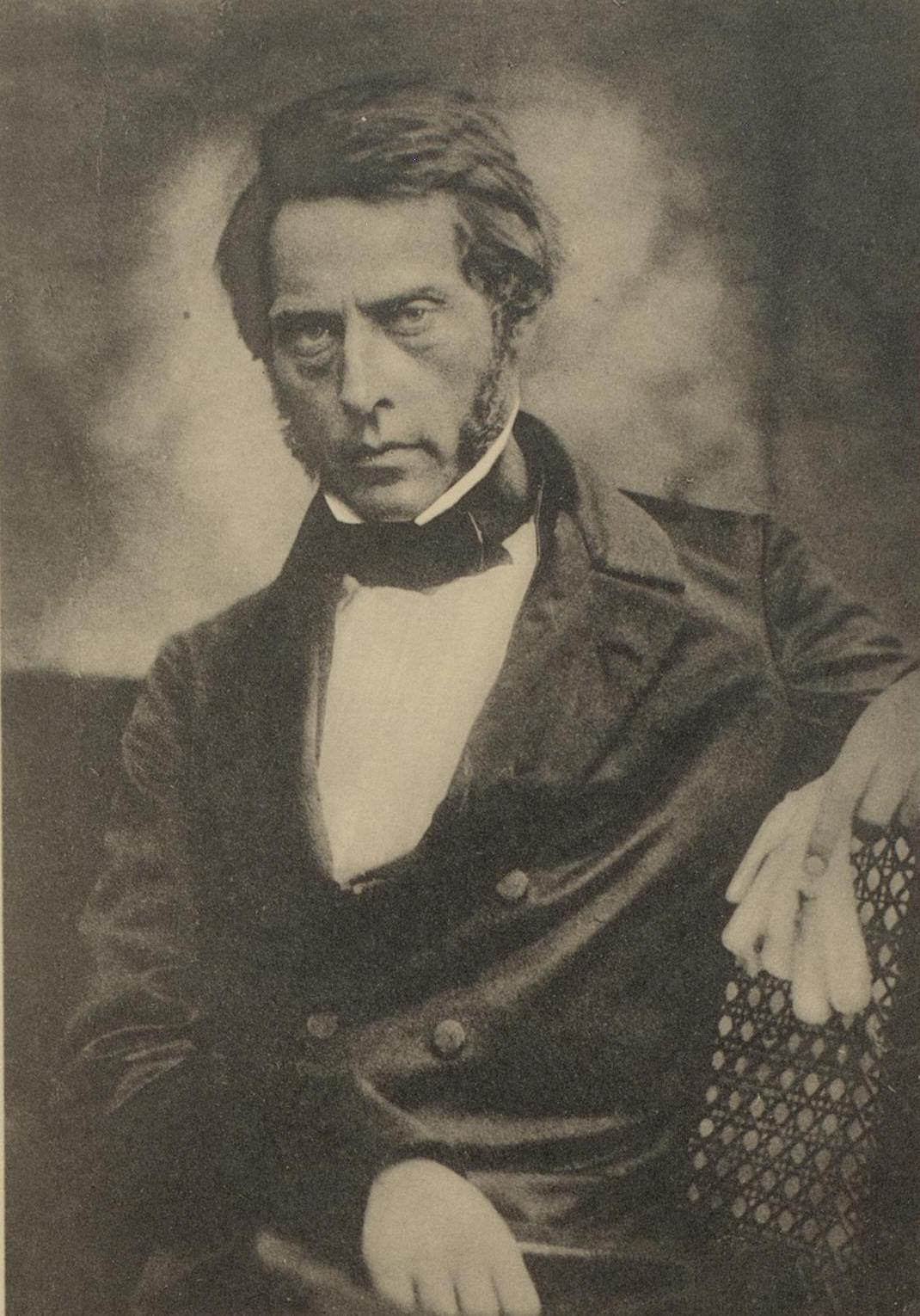
Carl Oesterley senior

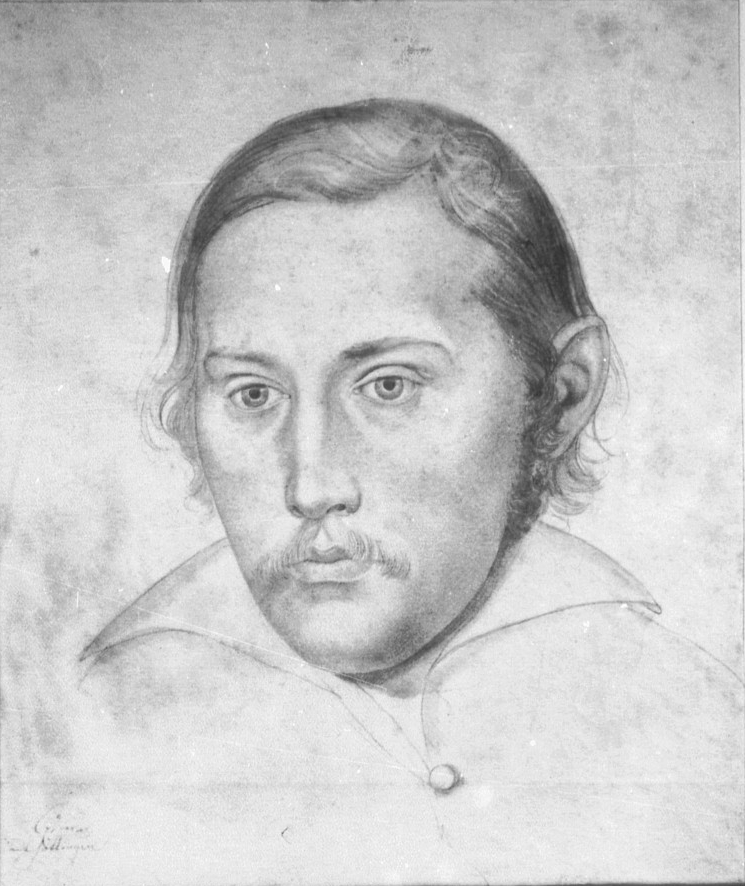
Adolf Zimmermann:
Porträt Carl Oesterley

Carl Wilhelm Friedrich Oesterley (geboren 22. Juni 1805 in Göttingen; gestorben 29. März 1891 in Hannover) war ein deutscher Maler und Königlich Hannoverscher Hofmaler,
Oesterleys Werke tragen die Prägung der Düsseldorfer Malerschule. Er schuf hauptsächlich Ölgemälde.

## Leben

### Familie
Oesterley war Sohn des Göttinger Universitätsinspektors Georg Heinrich Oesterley. Dieser wurde im Mai 1843 Mitglied der Loge Zum Schwarzen Bär.
Seine Töchter Marie Oesterley (1842–1917) und Luise Oesterley (1845–1925) wurden ebenfalls Malerinnen, ebenso wie sein Sohn Carl Oesterley junior (1839–1930).
Seine Tochter Julie heiratete den Chemiker Karl Kraut.

### Werdegang
Nach seinem Abitur in Holzminden studierte Oesterley ab dem Jahr 1822 an der Universität Göttingen Archäologie, Geschichte und Philosophie. Am 29. März 1824 promovierte er dort im Bereich der Kunstgeschichte. Anschließend ging er nach Dresden, wo er Zeichenunterricht nahm, nachdem er ersten Malunterricht in Kassel erhalten hatte. Carl Oesterley war dort Schüler von Johann Gottlob Matthäi (1753–1832) und hielt sich von 1827 bis 1829 in Rom auf. Nach seiner Rückkehr nach Deutschland erfolgte im Jahre 1829 seine Habilitation; 1831 übernahm er eine Professur der Kunstgeschichte in Göttingen, wo er mit Carl Otfried Müller die Denkmäler der alten Kunst herausgab. Im Jahr 1842 wurde er ordentlicher Professor für Kunst.

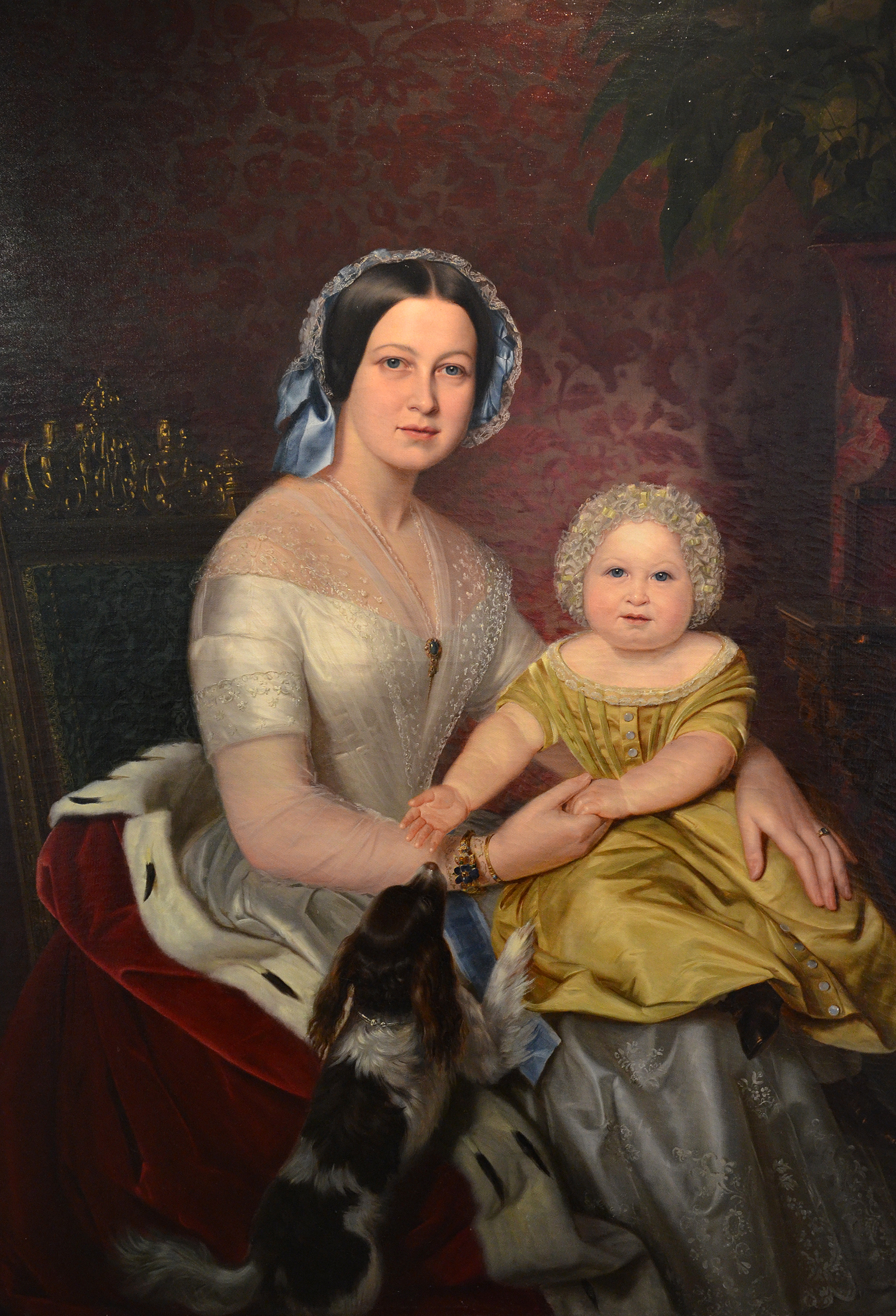
Ölgemälde „Marie, Königin von Hannover und Kronprinz Ernst August“ [Hofmaler Carl Oesterley, um 1846], ausgestellt im Diakovere Henriettenstift Hannover

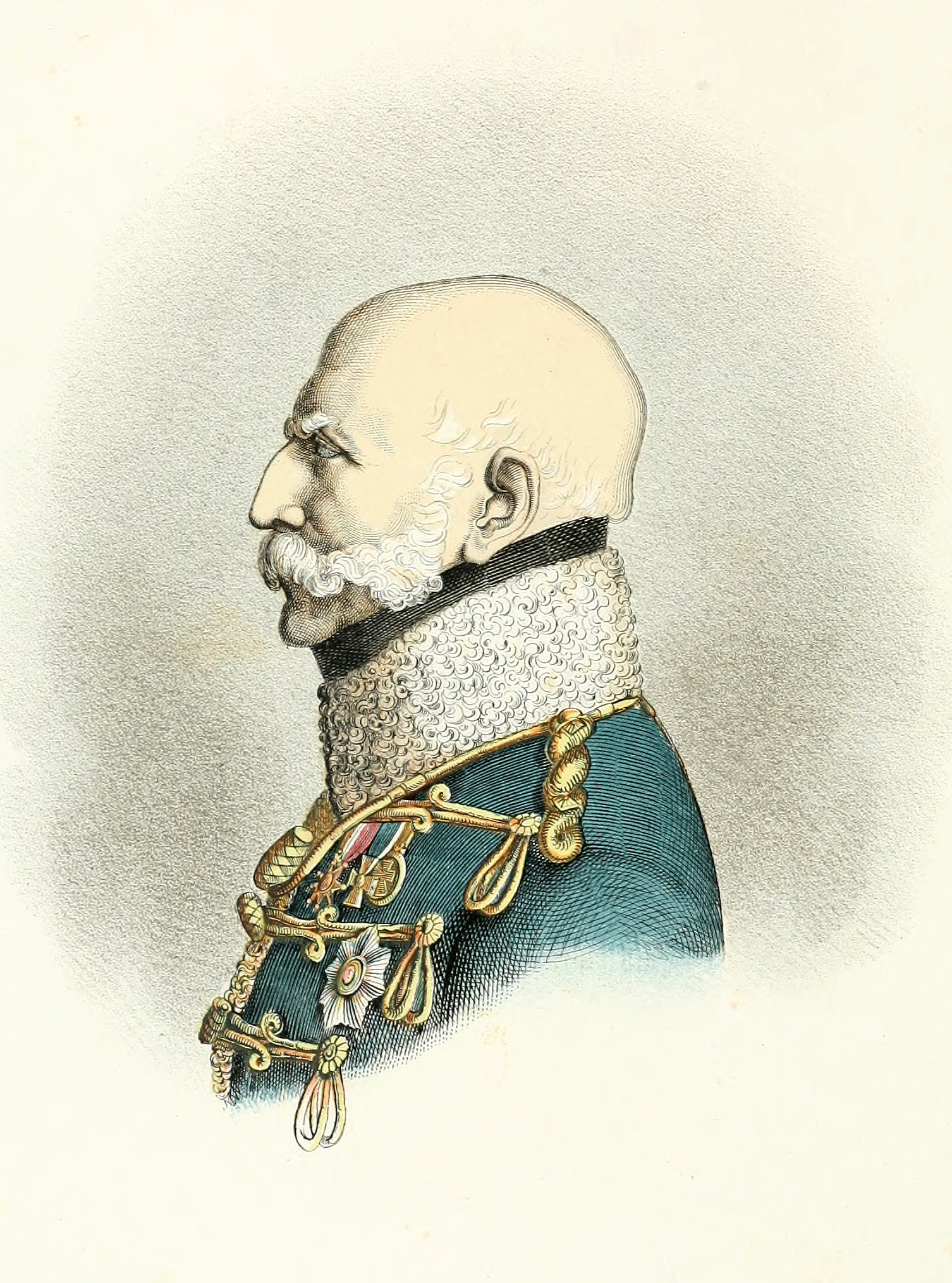
10-Platten-Lithographie nach einer Zeichnung Oesterleys mit einem Porträt König Ernst Augusts von Hannover;

Nach Vollendung des Bildes Christus und Ahasverus wurde Oesterley im Jahr 1844 zum Königlich-hannoverschen Hofmaler ernannt. 1834 und 1844 hielt er sich im Atelier Wilhelm von Schadows an der Kunstakademie Düsseldorf auf.
Als 1851 das „Haus der Väter“ in der Leinstraße abgebrochen wurde, kaufte Oesterley dessen Renaissance-Fassade, die er beim Bau seines eigenen Hauses in der Straße Lange Laube wiederverwenden ließ. Dort wohnte er dann bis zu seinem Tode 1891, zuletzt in der Bel Etage des Gebäudes. Oesterley wurde auf dem Neuen St. Nikolai Friedhof beerdigt.
1861 wurde Oesterley mit dem Ritterkreuz des Guelphen-Ordens ausgezeichnet. Spätestens in seinem Todesjahr war Oesterley zudem mit der Verleihung des Verdienst-Kreuzes des Bayerischen Verdienstordens geehrt worden.
Oesterleys Zugehörigkeit zu einer bestimmten Freimaurerloge konnte bisher nicht näher bestimmt werden, die nachgewiesene Mitgliedschaft im Freimaurerischen Sterbekassenverein von 1865 führt jedoch zwangsläufig in eine hannoversche Loge.

## Werk
Oesterley ist zu den Nazarenern zu rechnen, seine Beeinflussungen gehen über deren engeren Rahmen hinaus. Außerdem fertigte er Porträts an und führte Kartons für Glasgemälde aus.
Ein Hauptwerk ist die von Oesterley für die St. Johanniskirche in Rosdorf bei Göttingen bis 1851 geschaffene monumentale Altarwand mit Kanzelaltar und Erlösergemälde, wofür er auch den architektonischen Entwurf lieferte. Nach dem Jahr 1852 fertigte Oesterley zahlreiche weitere Altarbilder u. a. für die Kirche in Molzen bei Uelzen und in Bad Iburg bei Osnabrück. Das großformatige Gemälde Christus als Erlöser erhielt die Evangelisch-lutherische Schlosskirche in Iburg 1867, nachdem König Georg V. der Gemeinde bei seinem Besuch 1862 sowohl ein neues Altarbild als auch neue Fenster für die Schlosskirche zugesagt hatte. Das Altarbild Oesterleys wurde nach der Renovierung der Kirche 1967 bis 1969 an die Ostwand der Kirche gehängt.
Zahlreiche Werke Oesterleys finden sich heute im Niedersächsischen Landesmuseum in Hannover.
Titulierte Werke:
- Die Tochter Jephthas (1836)
- Christus, die Kinder segnend (1841)
- Die Himmelfahrt Christi, Fresko der Schlosskirche Hannover (1838 vollendet)
- Szene aus Bürgers „Lenore“
- Dornröschen (1861)
- Christus als Erlöser, ehemaliges Altarbild für die Evangelisch-lutherische Schlosskirche in Bad Iburg als Geschenk von König Georg V.
- Hans Memling im Hospital zu Brügge (1865)
- Auferstehung, Altarbild für die Marienkirche Kirchnüchel (1867)

## Schriften
- Herrmann Zschoche (Hrsg.): Carl Oesterley – Briefe aus Italien 1826–1828. Frankfurt am Main 2013
- Katja Mikolajczak; Michael Thimann (Hrsg.): Carl Oesterley. Über das Leben Raffaels von Urbino. Die Göttinger Vorlesung aus dem Jahr 1841. Universitätsverlag Göttingen 2019, ISBN 978-3-86395-423-9.